# Marele Premiu al Spaniei din 2023
Marele Premiu al Spaniei din 2023 (cunoscut oficial ca Formula 1 AWS Gran Premio de España 2023) a fost o cursă auto de Formula 1 ce s-a desfășurat pe 4 iunie 2023 pe Circuitul Catalunya din Barcelona, Spania. Cursa a fost cea de-a șaptea etapă a Campionatului Mondial de Formula 1 al FIA din 2023.
Max Verstappen a obținut al patrulea său pole position al sezonului la o diferență de aproape jumătate de secundă de locul 2. A reușit să-și transforme pole-ul în victorie, și a reușit, de asemenea, și cel mai rapid tur al cursei. Mercedes și-a îmbunătățit performanța cu noile actualizări aduse mașinii și a reușit să se claseze pe locurile 2 și 3 prin Lewis Hamilton și, respectiv, George Russell.

## Context
Începând cu această ediție, Formula 1 va utiliza configurația folosită de MotoGP încă din 2021, înlăturând șicana din ultimul sector al turului pe care Formula 1 o folosea în fiecare an de când a fost introdusă în 2007. Revine astfel virajul final de viteză pentru mașinile de Formula 1 într-o configurație rapidă pe care Formula 1 a folosit-o ultima dată în 2006.
Furnizorul de anvelope Pirelli a adus compușii de anvelope C1, C2 și C3 (denumiți dur, mediu și, respectiv, moale) pentru ca echipele să le folosească la eveniment. Pentru acest Mare Premiu, piloții au putut rula în primele două sesiuni de antrenament două seturi de anvelope noi dure care vor fi introduse pentru Marele Premiu al Marii Britanii.

## Calificări
Calificările au avut loc pe 3 iunie 2023 începând cu ora locală 16:00 (UTC+2), ora 17:00 ora României.
| Poz.                  | Nr. | Pilot            | Constructor                  | Timpi calificări | Timpi calificări | Timpi calificări | Grila finală |
| Poz.                  | Nr. | Pilot            | Constructor                  | Q1               | Q2               | Q3               | Grila finală |
| --------------------- | --- | ---------------- | ---------------------------- | ---------------- | ---------------- | ---------------- | ------------ |
| 1                     | 1   | Max Verstappen   | Red Bull Racing-Honda RBPT   | 1:13,615         | 1:12,760         | 1:12,272         | 1            |
| 2                     | 55  | Carlos Sainz Jr. | Ferrari                      | 1:13,411         | 1:12,790         | 1:12,734         | 2            |
| 3                     | 4   | Lando Norris     | McLaren-Mercedes             | 1:13,295         | 1:12,776         | 1:12,792         | 3            |
| 4                     | 10  | Pierre Gasly     | Alpine-Renault               | 1:13,471         | 1:13,186         | 1:12,816         | 10           |
| 5                     | 44  | Lewis Hamilton   | Mercedes                     | 1:12,937         | 1:12,999         | 1:12,818         | 4            |
| 6                     | 18  | Lance Stroll     | Aston Martin Aramco-Mercedes | 1:13,766         | 1:13,082         | 1:12,994         | 5            |
| 7                     | 31  | Esteban Ocon     | Alpine-Renault               | 1:13,433         | 1:13,001         | 1:13,083         | 6            |
| 8                     | 27  | Nico Hülkenberg  | Haas-Ferrari                 | 1:13,420         | 1:13,283         | 1:13,229         | 7            |
| 9                     | 14  | Fernando Alonso  | Aston Martin Aramco-Mercedes | 1:13,747         | 1:13,098         | 1:13,507         | 8            |
| 10                    | 81  | Oscar Piastri    | McLaren-Mercedes             | 1:13,691         | 1:13,059         | 1:13,682         | 9            |
| 11                    | 11  | Sergio Pérez     | Red Bull Racing-Honda RBPT   | 1:13,874         | 1:13,334         | N/A              | 11           |
| 12                    | 63  | George Russell   | Mercedes                     | 1:13,326         | 1:13,447         | N/A              | 12           |
| 13                    | 24  | Zhou Guanyu      | Alfa Romeo-Ferrari           | 1:13,677         | 1:13,521         | N/A              | 13           |
| 14                    | 21  | Nyck de Vries    | AlphaTauri-Honda RBPT        | 1:13,581         | 1:14,083         | N/A              | 14           |
| 15                    | 22  | Yuki Tsunoda     | AlphaTauri-Honda RBPT        | 1:13,862         | 1:14,477         | N/A              | 15           |
| 16                    | 77  | Valtteri Bottas  | Alfa Romeo-Ferrari           | 1:13,977         | N/A              | N/A              | 16           |
| 17                    | 20  | Kevin Magnussen  | Haas-Ferrari                 | 1:14,042         | N/A              | N/A              | 17           |
| 18                    | 23  | Alexander Albon  | Williams-Mercedes            | 1:14,063         | N/A              | N/A              | 18           |
| 19                    | 16  | Charles Leclerc  | Ferrari                      | 1:14,079         | N/A              | N/A              | PL           |
| 20                    | 2   | Logan Sargeant   | Williams-Mercedes            | 1:14,699         | N/A              | N/A              | PL           |
| Regula 107%: 1:18,042 |     |                  |                              |                  |                  |                  |              |
| Sursa:                |     |                  |                              |                  |                  |                  |              |

Note
- ^1 – Pierre Gasly a primit două penalizări de trei locuri pe grilă pentru împiedicarea lui Carlos Sainz Jr. și Max Verstappen în Q1.[5]
- ^2 – Charles Leclerc s-a calificat pe locul 19, dar a primit o penalizare de 15 locuri pe grilă pentru depășirea cotei sale de elemente ale unității de putere. Apoi, a fost obligat să înceapă cursa de pe linia boxelor din cauza modificărilor aduse setării suspensiei sub parcul închis.[5]
- ^3 – Logan Sargeant s-a calificat pe locul 20, dar a fost nevoit să înceapă cursa de pe linia boxelor din cauza modificărilor aduse setării suspensiei în parcul închis.[5]

## Cursă
Cursa a avut loc pe 4 iunie 2023 începând cu ora locală 15:00 (UTC+2), ora 16:00 ora României, cu distanța de 66 de tururi.
| Poz.                                                                                 | Nr. | Pilot            | Constructor                  | Tururi | Timp/Retras | Grilă | Puncte |
| ------------------------------------------------------------------------------------ | --- | ---------------- | ---------------------------- | ------ | ----------- | ----- | ------ |
| 1                                                                                    | 1   | Max Verstappen   | Red Bull Racing-Honda RBPT   | 66     | 1:27:57,940 | 1     | 26     |
| 2                                                                                    | 44  | Lewis Hamilton   | Mercedes                     | 66     | +24,090     | 4     | 18     |
| 3                                                                                    | 63  | George Russell   | Mercedes                     | 66     | +32,389     | 12    | 15     |
| 4                                                                                    | 11  | Sergio Pérez     | Red Bull Racing-Honda RBPT   | 66     | +35,812     | 11    | 12     |
| 5                                                                                    | 55  | Carlos Sainz Jr. | Ferrari                      | 66     | +45,698     | 2     | 10     |
| 6                                                                                    | 18  | Lance Stroll     | Aston Martin Aramco-Mercedes | 66     | +63,320     | 5     | 8      |
| 7                                                                                    | 14  | Fernando Alonso  | Aston Martin Aramco-Mercedes | 66     | +64,127     | 8     | 6      |
| 8                                                                                    | 31  | Esteban Ocon     | Alpine-Renault               | 66     | +69,242     | 6     | 4      |
| 9                                                                                    | 24  | Zhou Guanyu      | Alfa Romeo-Ferrari           | 66     | +71,878     | 13    | 2      |
| 10                                                                                   | 10  | Pierre Gasly     | Alpine-Renault               | 66     | +73,530     | 10    | 1      |
| 11                                                                                   | 16  | Charles Leclerc  | Ferrari                      | 66     | +74,419     | PL    |        |
| 12                                                                                   | 22  | Yuki Tsunoda     | AlphaTauri-Honda RBPT        | 66     | +75,416     | 15    |        |
| 13                                                                                   | 81  | Oscar Piastri    | McLaren-Mercedes             | 65     | +1 tur      | 9     |        |
| 14                                                                                   | 21  | Nyck de Vries    | AlphaTauri-Honda RBPT        | 65     | +1 tur      | 14    |        |
| 15                                                                                   | 27  | Nico Hülkenberg  | Haas-Ferrari                 | 65     | +1 tur      | 7     |        |
| 16                                                                                   | 23  | Alexander Albon  | Williams-Mercedes            | 65     | +1 tur      | 18    |        |
| 17                                                                                   | 4   | Lando Norris     | McLaren-Mercedes             | 65     | +1 tur      | 3     |        |
| 18                                                                                   | 20  | Kevin Magnussen  | Haas-Ferrari                 | 65     | +1 tur      | 17    |        |
| 19                                                                                   | 77  | Valtteri Bottas  | Alfa Romeo-Ferrari           | 65     | +1 tur      | 17    |        |
| 20                                                                                   | 2   | Logan Sargeant   | Williams-Mercedes            | 65     | +1 tur      | PL    |        |
| Cel mai rapid tur: Max Verstappen (Red Bull Racing-Honda RBPT) – 1:16,330 (turul 61) |     |                  |                              |        |             |       |        |
| Sursa:                                                                               |     |                  |                              |        |             |       |        |

Note
- ^1 – Include un punct pentru cel mai rapid tur.[7]
- ^2 – Yuki Tsunoda a terminat pe locul 9, dar a primit o penalizare de cinci secunde pentru că l-a forțat pe Zhou Guanyu să iasă de pe pistă.[6]

## Clasamentele campionatelor după cursă
|        | Poz. | Pilot           | Pct. |
| ------ | ---- | --------------- | ---- |
|        | 1    | Max Verstappen  | 170  |
|        | 2    | Sergio Pérez    | 117  |
|        | 3    | Fernando Alonso | 99   |
|        | 4    | Lewis Hamilton  | 87   |
|        | 5    | George Russell  | 65   |
| Sursa: |      |                 |      |

|        | Poz. | Constructor                  | Pct. |
| ------ | ---- | ---------------------------- | ---- |
|        | 1    | Red Bull Racing-Honda RBPT   | 287  |
| 1      | 2    | Mercedes                     | 152  |
| 1      | 3    | Aston Martin Aramco-Mercedes | 134  |
|        | 4    | Ferrari                      | 100  |
|        | 5    | Alpine-Renault               | 40   |
| Sursa: |      |                              |      |

- Notă: Doar primele cinci locuri sunt prezentate în ambele clasamente.